# جيروم نابوليون بونابرت
جيروم نابوليون بونابرت (بالفرنسية: Jérôme-Napoléon Bonaparte)‏ هو تاجر فرنسي وأمريكي، ولد في 7 يوليو 1805 في لندن في المملكة المتحدة، وتوفي في 17 يونيو 1870 في بالتيمور في الولايات المتحدة بسبب سرطان.